# Habronattus forticulus
Habronattus forticulus là một loài nhện trong họ Salticidae.
Loài này thuộc chi Habronattus. Habronattus forticulus được Willis J. Gertsch & Mulaik miêu tả năm 1936.